# Czyrak
Czyrak, dawniej furunkuł (łac. furunculus) – ropne zapalenie okołomieszkowe z wytworzeniem czopa martwiczego, mające postać z początku guzka, potem guzka z krostą, spowodowane zakażeniem gronkowcowym. W przypadku licznych czyraków stosuje się termin czyraczność lub czyrak mnogi (łac. furunculosis), a jeśli znajdują się one blisko siebie i łączą w jedną zmianę, nazywa się je karbunkułem lub czyrakiem gromadnym (łac. carbunculus). Karbunkuł występuje najczęściej na karku.

## Etiologia
Czynnikiem etiologicznym czyraka są bakterie Gram-dodatnie, najczęściej z nich gronkowiec złocisty. Czyraczności sprzyjają choroby przemiany materii, przede wszystkim cukrzyca, choroby nerek, niedobory immunologiczne, a także ogólne wyniszczenie.

## Objawy i przebieg
Ewolucja zmian jest następująca: początkowo tworzy się naciek zapalny w otoczeniu mieszka włosowego i drobny sinoczerwony guzek. Po upływie kilku dni na szczycie guzka powstaje krosta, pod którą wytwarza się martwica. Następnych kilka dni przynosi samoistne pęknięcie krosty i ewakuację mas martwiczych. Po wygojeniu się ranki powstałej wskutek oddzielenia się mas martwiczych często pozostaje niewielka blizna.
Z objawów podmiotowych występuje duża bolesność w okresie tworzenia się czyraka.

## Powikłania
Czyraki w okolicy przedsionka nosa i wargi górnej (czyli tak zwanego trójkąta śmierci) oraz oczodołu mogą być powikłane przejściem zakażenia na zatoki jamiste i opony mózgu.

## Różnicowanie
- Grzybica głęboka owłosionej skóry głowy, zwłaszcza skóry brody (tinea barbae).

## Leczenie
Stosuje się kompresy ichtiolowe i chirurgiczne nacięcie czyraka po wytworzeniu czopa martwiczego. W czyraczności wdraża się celowaną antybiotykoterapię i środki ogólnie wzmacniające.

## Klasyfikacja ICD10
| kod ICD10     | nazwa choroby                                             |
| ------------- | --------------------------------------------------------- |
| ICD-10: L02   | Ropień skóry, czyrak i czyrak gromadny                    |
| ICD-10: L02.0 | Ropień skóry, czyrak i czyrak gromadny twarzy             |
| ICD-10: L02.1 | Ropień skóry, czyrak, czyrak gromadny szyi                |
| ICD-10: L02.2 | Ropień skóry, czyrak, czyrak gromadny tułowia             |
| ICD-10: L02.3 | Ropień skóry, czyrak, czyrak gromadny pośladka            |
| ICD-10: L02.4 | Ropień skóry, czyrak, czyrak gromadny kończyny            |
| ICD-10: L02.8 | Ropień skóry, czyrak, czyrak gromadny o innej lokalizacji |
| ICD-10: L02.9 | Nieokreślony ropień skóry, czyrak, czyrak gromadny        |